# Anton Rubinstein
Anton Grigorevitj Rubinstein (Анто́н Григо́рьевич Рубинште́йн) (født 28. november 1829, død 20. november 1894) var en russisk komponist.
Rubinstein var en uhyre produktiv komponist i så godt som alle genrer. Han var som pianist af næsten samme ry som Liszt. Hans musik er i de sidste 100 år meget sjældent blevet opført, men de fleste vil nok alligevel genkende hans melodi i F og hans romance i Es. Det 20. århundrede har været antiromantisk, og det er den bedste forklaring på, at han er blevet glemt. Det spiller imidlertid også ind, at han aldrig har ønsket at komponere national russisk musik, og at han hverken ville knytte sig til Liszt- eller Brahms-fløjen i den romantiske krig. Han er således svær at placere.
Hans 4. klaverkoncert er blevet indspillet af hans elev Josef Hofmann og af flere andre. Her hører man tydeligt, at Rubinstein var Tjajkovskijs lærer, og koncerten foregriber tydeligt Tjajkovskijs og Rakhmaninovs klaverkoncerter. Liszt-pianisten Leslie Howard er begyndt at indspille en række af Rubinsteins klaverværker. I begyndelsen af 1900-tallet var det en selvfølge at spille Rubinstein; Sjaljapin har indsunget ham, og Rakhmaninov og Paderewski har indspillet nogle af hans klaverværker.
Rubinsteins moder kendte Felix Mendelssohn, og Rubinstein kan bedst beskrives som en komponist mellem Mendelssohn og Tjajkovskij. 
Rubinstein grundlagde Ruslands første konservatorium i Sankt Petersborg (Sankt Petersborg Konservatorium) og hans broder, Nicolaj, grundlagde det næste i Moskva, Moskva musikkonservatorium). 
Da Rubinstein stadig blev opført, var det ud over den 4. klaverkoncert hovedsageligt den 2. symfoni, Oceansymfonien og hans opera, Dæmonen, der blev opført flittigt. Han skrev bl.a. 6 symfonier og 5 klaverkoncerter
Anton Rubinstein er ikke i familie med pianisten Arthur Rubinstein, der i øvrigt har indspillet noget af Anton Rubinstein.

## Udvalgte værker
- Symfoni nr. 1 (i F-dur) (1850) - for orkester
- Symfoni nr. 2 Ocean (i C-dur) (3 versioner: (1851, 1863, 1880) - for orkester
- Symfoni nr. 3 (i A-dur) (1854-1855) - for orkester
- Symfoni nr. 4 Dramatisk (i d-mol) (1874) - for orkester
- Symfoni nr. 5 (i g-mol) (1880) - for orkester
- Symfoni nr. 6 (i a-mol) (1886) - for orkester
- Klaverkoncert nr. 1 (i e-mol) (1850)
- Klaverkoncert nr. 2 (i F-dur) (1851)
- Klaverkoncert nr. 3 (i G-dur) (1853-1854)
- Klaverkoncert nr. 4 (i d-mol) (1864)
- Klaverkoncert nr. 5 (i Es-dur) (1874)